# Shingi Ono
Shingi Ono (小野 信義 Ono Shingi?, nacido el 9 de abril de 1974 en Tokio) es un exfutbolista japonés. Jugaba de centrocampista y su último club fue el New Wave Kitakyushu de Japón.

## Trayectoria

### Clubes
| Club                | País  | Año         |
| ------------------- | ----- | ----------- |
| Verdy Kawasaki      | Japón | 1993 - 1997 |
| Denso               | Japón | 1996        |
| Gamba Osaka         | Japón | 1998        |
| Yokohama FC         | Japón | 1999 - 2005 |
| New Wave Kitakyushu | Japón | 2006 - 2009 |

## Palmarés

### Títulos nacionales
| Título         | Club           | País  | Año  |
| -------------- | -------------- | ----- | ---- |
| Copa J. League | Verdy Kawasaki | Japón | 1993 |
| J1 League      | Verdy Kawasaki | Japón | 1993 |
| Copa J. League | Verdy Kawasaki | Japón | 1994 |
| J1 League      | Verdy Kawasaki | Japón | 1994 |